# Sulicice
Sulicice (kaszb. Sëlëcëce, niem. Sulitz, dawniej Sulicice, Sulice) – wieś kaszubska w Polsce położona w województwie pomorskim, w powiecie puckim, w gminie Krokowa przy drodze wojewódzkiej nr 213 i w pobliżu skrzyżowania ww. drogi z drogą wojewódzką nr 215.
Wieś szlachecka położona była w II połowie XVI wieku w powiecie puckim województwa pomorskiego. 
| SIMC    | Nazwa                | Rodzaj    |
| ------- | -------------------- | --------- |
| 0165273 | Ameryka              | część wsi |
| 0165280 | Sulicice-Wybudowanie | część wsi |

W latach 1975–1998 miejscowość administracyjnie należała do województwa gdańskiego.

## Historia
Sulicice były gniazdem rodowym rodziny Sulickich. Potem wieś należała do rodzin Krokowskich oraz Aschenheimów. Ci ostatni, w 1870 roku, w miejsce starego dworu wybudowali nowy. Po 1945 roku we dworze zamieszkali pracownicy Stacji Hodowli Roślin z Połczyna.

### Zabytki
- Eklektyczny pałac z końca XIX wieku. Na początku XX wieku do pałacu dobudowano zachodnie skrzydło. Pałac jest dwupiętrowy, na rzucie prostokąta, nad centralną częścią fasady umieszczono ściankę attykową. Obecnie pałac stanowi własność prywatną.
- Spichlerz z 1860 roku, stanowiący część folwarku przypałacowego.
- Park przypałacowy, w jego południowo-wschodniej części znajduje się prostokątny staw[10].
- Zabytkowa aleja klonowa[11].
- Pomnik pięciu poległych 4 marca 1945 roku partyzantów TOW "Gryf Pomorski".